# Tipula longarmata
Tipula longarmata är en tvåvingeart som beskrevs av Yang 1999. Tipula longarmata ingår i släktet Tipula och familjen storharkrankar. Inga underarter finns listade i Catalogue of Life.